# Pandemonium (singolo Killing Joke)
Pandemonium (noto anche come The Pandemonium Single) è un singolo del gruppo musicale britannico Killing Joke, pubblicato nel luglio 1994, come estratto dall'omonimo album.
Ha raggiunto la posizione #28 nelle classifiche inglesi.

## Formazione
- Jaz Coleman - voce, tastiere
- Kevin "Geordie" Walker - chitarre
- Martin "Youth" Glover - basso
- Paul Ferguson - batteria, voce